# Anatolij Baranowskyj
Anatolij Maksymowytsch Baranowskyj (* 25. Januarjul. / 7. Februar 1906greg. in Kiew, Gouvernement Kiew, Russisches Kaiserreich; † 9. November 1988 in Kiew, Ukrainische SSR) war ein ukrainisch-sowjetischer Diplomat und Politiker. Er war zwischen Juni 1952 und Mai 1954 Außenminister und zwischen März 1961 und August 1979 Finanzminister der Ukrainischen SSR.

## Leben
Anatolij Baranowskyj war in den 1920er Jahren Behördenmitarbeiter und Komsomol-Aktivist in der Oblast Schytomyr. Seit 1929 war er Mitglied der KPdSU.
1933 absolvierte er das Charkow Institut für den Gosplan der UdSSR und machte daraufhin als Ökonom Karriere.
Vom 28. Mai Jahre 1940 bis 1941 war er Vorsitzender der Staatlichen Plankommission der Ukrainischen SSR und von 1941 bis 1953 stellvertretender Leiter des Kommissarrats (Ministerrat) der USSR. Zwischen 1950 und 1954 leitete er die ukrainische Delegation bei den Sitzungen der Generalversammlung der Vereinten Nationen in New York. Vom 10. Juni 1952 bis zum 11. Mai 1954 war er Minister für auswärtige Angelegenheiten und zwischen dem 1. März 1961 und dem 22. August 1979 übte er das Amt des Finanzministers der Ukrainischen SSR aus.
Er starb in Kiew und wurde dort auf dem Baikowe-Friedhof beerdigt.

## Ehrungen
- Leninorden[2]
- Orden der Oktoberrevolution[2]
- Orden des Roten Banners der Arbeit (3×)[2]